# Chaetophiloscia almana
Chaetophiloscia almana is een pissebed uit de familie Philosciidae. De wetenschappelijke naam van de soort is voor het eerst geldig gepubliceerd in 1967 door Verhoeff.